# レミントンM700
レミントンM700 (Remington Model 700) は、アメリカ合衆国の銃器メーカー、レミントン・アームズ社が1962年に開発した、ボルトアクション方式のライフル。
ボルトアクションライフルの利点である高い命中精度、単純で堅牢な構造、信頼性などにより、警察や軍隊で狙撃銃としても多数採用されている。

## 概要
1962年に発売されて以来、現在でも販売が続けられているボルトアクションライフルの代名詞。狩猟用や競技用として広く使われ、レミントン社のベストセラーとなっている。現在までに様々な口径、銃身長、各種用途に特化したバリエーションモデルが製造されている。
ベトナム戦争では海兵隊狙撃チームがウィンチェスターM70に代わり採用、現在でもアメリカ全軍で使用されている他、SWATやFBI、各国対テロ部隊で使用されている。

## 特徴
数十種の弾薬（2010年までに製造された口径は47種類におよび、普及したライフルカートリッジをほとんど網羅する）、各種バレル長、ストックの材質や形状、マガジン形式などの違いにより、装飾を施した狩猟用高級ライフルから、競技用ライフル、警察など法執行機関向け狙撃銃まで様々なバリエーション展開を行っている。
異なるカートリッジの収納を可能にするため、機関部はロングアクションとショートアクションの2種類が製造されている。2本のラグが対称に向かい合って備えられた回転ボルトにて、弾薬の装填・排出を行う。
M700ロングアクションをベースに製作されたM24は、アメリカ陸軍を始め陸上自衛隊など、各国の軍隊でも採用されている。アメリカ海兵隊ではM700ショートアクションをベースに独自の仕様によりM40を自製している。
レミントンカスタムショップ（熟練工の手加工による別ライン）ではカスタムオーダーによる高品質モデルの受注生産を行っている。また、ベストセラー商品であるため各種アクセサリー、チューニングパーツがサードパーティーより豊富に販売され、自分で好みの改造をすることも容易である。
カスタムライフルメーカーの製品の中にもストック、トリガーの取り付け寸法等をM700と共通化してそれらを流用できるモデルが多くラインナップされている。
日本国内でも狩猟用、競技用として許可が下りるため所持者は多い。

## バリエーション
モデル700
民間市販向けモデル
モデル700
ADL（ブラインドマガジンモデル）
モデル700
BDL（ヒンジドフロアプレートモデル）
モデル700
CDL（固定サイト無しのスコープ専用モデル）
モデル700
サファリ（カスタムショップ製大口径ハンティングライフル）
モデル700
VXX（バーミント（害獣駆除）モデル 肉厚バレル装備）
モデル700
SPS（特別仕様。最新型市販モデル）
モデル700
軍用、警察（法執行機関）向けモデル
モデル700P
警察向け狙撃銃（26インチバレル）
モデル700P LTR
Light Tactical Rifle ライト タクティカル ライフル（Pの20インチバレル仕様）
モデル700P TWS
Tactical Weapons System タクティカル ウェポン システム
モデル700
FED（A.I.C.S.ストック装備。M24の進化型）
モデル700
USR（MARS、サウンドサプレッサー装備）

## 派生モデル

### 40X
レミントンがM700をベースに同社カスタムショップにて製造する競技用ライフル。最近では法執行機関向けのバリエーションもラインナップされている。

### M24
M24 SWS。アメリカ陸軍用狙撃銃。レミントンがM700ロングアクション（.300ウィンチェスターマグナムの使用を想定したため）をベースに製作した狙撃銃。アメリカ陸軍の他、陸上自衛隊でも採用されている。アクセサリー類をセットしてM24 SWS (Sniper Weapon System) として法執行機関向けに販売されている。

### M40

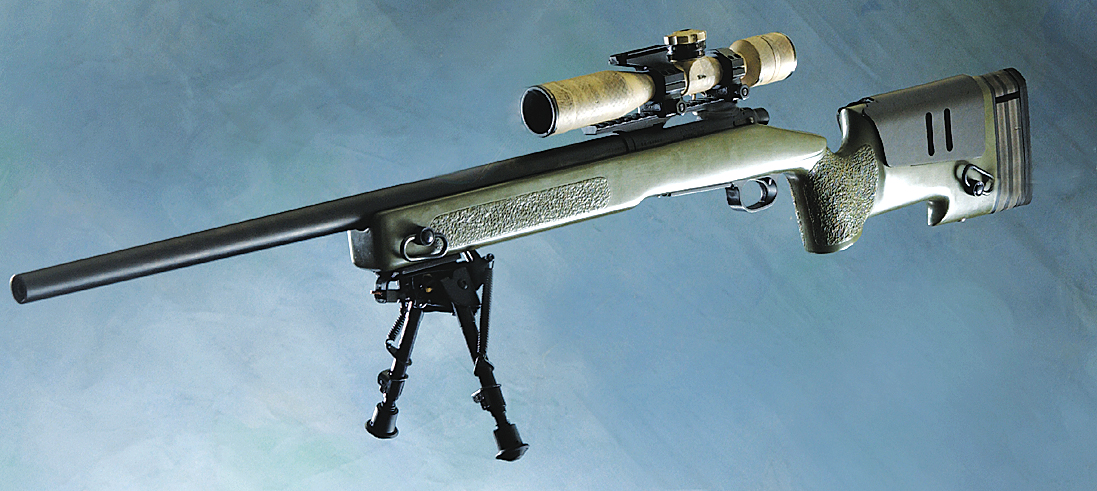
M40A3

M40。アメリカ海兵隊用狙撃銃。アメリカ海兵隊がレミントンM700ショートアクションをベースに改良、開発した狙撃銃。
レミントン・カスタムショップにて40X（M700ベースの競技用ライフル）をベースに製作されたごく初期のもの以降は、レミントンより調達したアクションをベースに海兵隊内で製作している内部モデルなので、基本的に外部流通はない。
なお、陸軍のM24シリーズはレミントン社が制作しているので、公的機関がオーダーすることは可能である。陸上自衛隊でも採用されている。
レミントン社の2007年のカタログに M40 USMC Vietnam Era Rifle というモデルが掲載されたが、これはM40の雰囲気を楽しむためのマニア向けモデルで、海兵隊使用のM40とは別のものである。
アメリカ内外のミリタリーマニアにとって垂涎のモデルであるため、外部コンストラクター、カスタムビルダーによってレプリカが多く製作されている。
初期タイプのM40は、レミントンM700 (40X) のレシーバーに弾薬装填用のクリップスロットを追加工、バーミントバレル（レミントン製10-1ツイスト）を組み合わせ、スポータータイプ木製ストック、レッドフィールド社製3 - 9倍率のスコープを搭載していた。
その後、M40A1、M40A3、M40A5等の改良型を経て、2010年代前半に海兵隊内でアトキンソン社製25インチステンレスバレル（12-1ツイスト）、レミントン社製RACSストック/シャーシ、シュアファイア社製マズルブレーキ、M70用スチール製トリガーガードと着脱式10連マガジンとハリス社製バイポッドなどの改修を受けM40A6となる。A6モデルではスコープが、Schmidt and Bender社製PM II 3–12×50スコープに変更される。
同じレミントン社製RACSストック/シャーシを使用するアメリカ陸軍のM24E1 ESR (XM2010) と外見は似ているものの、機関部は異なり使用弾丸は7.62x51mm NATO弾であるが、より精度を高めたM118やM852などのマッチ・アモ（競技用弾）が使用される。
現在ではさらにマイナーチェンジが進み、現在ではM40A7というモデルも存在する。
ケースは携行時には専用のキャリング・ケースに収められるのが一般である。

### Mk 13

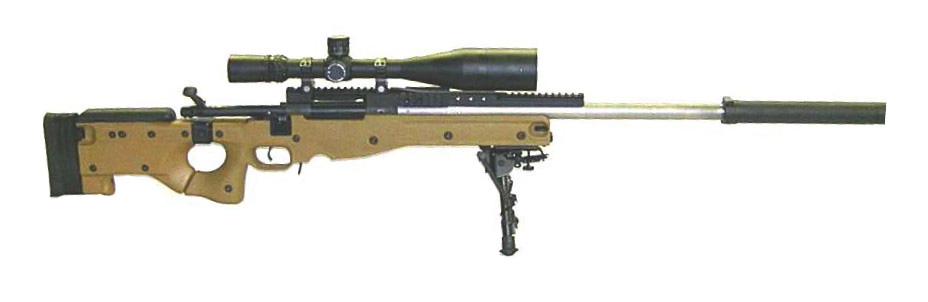
Mk 13 Mod 5

アメリカ特殊作戦軍 (USSOCOM) は、.300ウィンチェスターマグナム弾を使用する長距離狙撃銃として、Mk 13狙撃銃を2001年に導入している。現在のMk 13 Mod 5は、M700/M24用レシーバーのロングアクションボルトを利用し、銃床としてAccuracy International社のAICSシャーシシステムの折り畳み式後部銃床モデルを使用、Mk 11サプレッサーを取り付け可能な精密バレルを備えている。上部に光学部品を装備し両側にピカティニーレール用アクセサリーを装備するための3面モジュラーアクセサリーレールシステム (MARS)、折り畳み式バイポッドを持つ。
米海兵隊は2018年4月、M40狙撃銃をMk 13 Mod 7狙撃銃に置き換えると発表した。M40は1966年から海兵隊に配備されており、最新のM40A6は2014年にアップグレードされているが、.300ウィンチェスターマグナム弾を使用するMk 13は、M40で1,000メートルの有効射程範囲を1,300メートルに増加させ、米陸軍のM2010 ESR狙撃銃と同様の能力を海兵隊狙撃手に与えることになった。
なお、2021年予算において米陸軍および米海兵隊は、.338ノルマ・マグナムを使用するMk 22 ASR（バレットMRAD） を今後の正式なボルトアクション方式狙撃銃として予算申請している。

## M700の遊戯銃
エアソフトガンは、クラフトアップル製エアコッキングガンやタナカワークス製ガスガン、サン・プロジェクト製エアコッキングガンなどが発売されている。
また、東京マルイのVSR-10シリーズはオリジナルデザインながら、レシーバー形状などにM700の面影を見ることができる。変わった機構を持つものでは、過去に国際産業・スーパーウェポンシリーズ第3弾のM700BDLがあった。このモデルは、発火式モデルガンとして機能する箇所とエアコッキングガンとして機能する箇所を持ち、エアソフトガンでありながら火薬の破裂音を楽しむことができた。もちろんエアソフトガンとしての部分とモデルガンとしての部分は完全に分離しており、銃刀法には抵触しない。
尚、2016年12月22日に東京マルイよりM40A5 O.Dモデル、2017年1月27日にブラックモデルが発売されている。
かつてアサヒファイアーアームズから発売された旧M40/M700シリーズは蓄気式カートの前方のバルブを後退式バレルで解放する方式であったが、警察庁により実銃であるとの認定を受け、販売中止、回収となった（遊戯銃の事件参照）。現在このモデルを所持することは銃刀法違反となる（後に発売されたアサヒファイアーアームズブランドのコッキング式M40は別機構の合法品）。

## 登場作品

### 映画・テレビドラマ
『16ブロック』
『Generation Kill』
第2話にてパトリック軍曹がM40を使用。
『LAW&ORDER クリミナル・インテント』
シーズン1第11話で、犯人が狙撃用に使用。
『NCIS:LA 〜極秘潜入捜査班』
『NUMBERS 天才数学者の事件ファイル』
『アメリカン・スナイパー』
幼少期のクリス・カイルが使用する。原作にも記載がある。
『ウォーキング・デッド』
『エンド・オブ・ホワイトハウス』
シークレットサービス狙撃班がAC-130に使用するが、ホワイトハウスに向けた機銃掃射で一掃される。また、ホワイトハウス周辺に展開したFBI HRTの狙撃手が暗視スコープを装着した物を使用する。
『交渉人 真下正義』
SAT突入部隊が、暴走するクモ E4-600を止めるために使用する。
『ザ・シューター/極大射程』
主人公、ボブ・リー・スワガーが冒頭のシーンでM40A3を、中盤からはM700を使用する。
『地獄の黙示録』
カーツ王国民が木製フレームのものを所持している。
『新・警視庁捜査一課9係』
『スニッファー 嗅覚捜査官』
第2話にて、元自衛官でライフル射撃のオリンピック選手だった仙崎士郎が、娘を事故死させておきながら、それを隠蔽した政財界の重鎮を狙撃するのにサプレッサーとバイポッド、スコープを装着したM40を使用。作中では主人公の一人が「ベトナム戦争で実戦投入され、現在は発展途上国で使用されている」と説明している。
『スピード』
身代金の受け渡し場所を監視するLAPD SWATのスナイパーがPSSを使用。青と水色の都市迷彩が施されている。
『ダイ・ハード3』
サプレッサーとバイポッドを装着したものをテロリストが使用する。
『ディア・ハンター』
BDLが登場。
『ホワイトハウス・ダウン』
CS隊員がカスタムシャーシを組み込んだものを使用するが、テロリストたちに奪われ、ホワイトハウス内での狙撃に使われる。
『山猫は眠らない』
M40風のストックを付けたM700を主人公、トーマス・ベケットが使用する。
『ワールド・ウォーZ』
物語序盤、主人公がBDLを使用し、妻から商品を奪おうとしていた暴漢を倒す。その後も使用し続け、アパート内では狭い室内でも使えるように銃身の先端に包丁をガムテープで括り付け、即席の銃剣とする。

### アニメ・漫画
『ルパン三世』
セカンドシリーズの第148話にて次元大介が555m先の特殊防弾ガラスを貫通させるのに使用。その他のシリーズでも度々使用する。
『Angel Beats!』
死んだ世界戦線 (SSS) メンバーの大山が使用する。
『Fate/Zero』
アニメ版第19話にて衛宮切嗣が使用。
『HELLSING』
セラスが所持している。
『HUNTER×HUNTER（第1作）』
マフィア構成員が使用。
『HUNTER×HUNTER（第2作）』
マフィア構成員が使用。
『MADLAX』
アニメ版第3話でMADLAXが狙撃に使用。
『ジーザス』
組織24のスナイパー「虎」こと御堂 真奈美がM700 カスタムを使用。
『ヨルムンガンド』
ドバイ警察の狙撃班がPSSに照準器をつけたもので師匠を狙撃しようとするが、気配を察知した師匠からの反撃を受け、未発砲に終わる。
アメリカ海兵隊のスカウトスナイパーがテロ組織「新・あかつきの戦線」メンバーを狙撃する際にAN/PVS-22暗視装置を搭載したM40A5を使用。
『こちら葛飾区亀有公園前派出所』
「ただいまスコープ調整中!の巻」で両津勘吉の頼みでボルボ西郷が、自宅から持って来た。
『名探偵コナン』
黒ずくめの組織のメンバー、キャンティが狙撃の際使用。
『銀牙 -流れ星 銀-』、『銀牙伝説WEED-』
関口秀俊が使用。

### 小説
『極大射程』
主人公、ボブ・リー・スワガーがM700を使用する。
『軍オタが魔法世界に転生したら、現代兵器で軍隊ハーレムを作っちゃいました!?』
吸血鬼種族のヒロインがM700を使用。
『樹海戦線』
CIAの準軍事要員（パラ・ミリタリー）が使用。
『ショットガン・ロード』
深町秋生の作品。主人公が使用。
『バニラ A sweet partner』
M700をベースに架空の国内ガンメーカー鷹見社が改良した架空モデルが登場。ライフルで武装して高校に立てこもった主人公の女子高生2人に対し、警視庁SATの狙撃手が使用する。
『引き金を引く時』シリーズ
第4話での戦闘中、フィリーが主人公のシマハイエナから渡され、以降シリーズを通して狙撃に使用する。
『緋弾のアリア』
7巻で登場する狙姐がM700を使用する。
『ブラック・ブレット』
主人公の里見蓮太郎が対ダークストーカー（巳継悠河）戦で使用。
『魔人探偵脳噛ネウロ 世界の果てには蝶が舞う』
M40A1が登場。
『ママの狙撃銃』
主人公の福田曜子が使用。
『ライフルバード 機動隊狙撃手』
深見真の小説。芽路鹿村を訪れた主人公らを襲撃した狙撃手がM40A3を使用。

### ゲーム
『ARMA 2』
カモフラージュが施されたM40A3が登場。
『Far Cry 3』
M700 Exportが登場。スコープや銃器の色など、様々なカスタマイズができる。
『Paperman』
『SIREN』
「狩猟用狙撃銃」の名称で登場する。本来はボルトアクション方式だが、作中ではセミオート方式になっている。
『WarRock』
イベント内で入手できる限定武器としてM40A1が登場する。
『OPERATION7』
『怪盗ロワイヤル-zero-』
「フルオートライフル」の名称で登場する。
『グランド・セフト・オートシリーズ』
『GTAIII』
「Sniper Rifle」の名称で木製フレームのものが登場。
『GTA:VC』
『GTAIII』同様に「Sniper Rifle」の名称で木製フレームのものが登場。
『GTA:SA』
「スナイパーライフル」の名称で登場する。上記2作品と同様に木製フレームだが、HUDアイコンがPSG1に変更されている。
『GTA:LCS』
「スナイパーライフル」の名称で登場。
『GTAIV』『GTAIV:TLAD』『GTAIV:TBoGT』
「スナイパーライフル」の名称で派生型のSR-8が登場。

『クロスファイア』
ゲーム内通貨で購入可能。
『コール オブ デューティシリーズ』
『CoD4』
作品内では「R700」と名称が変わっている。RはRemington（レミントン）の略。M40A3も登場している。
『CoD:G』
スナイパーライフル枠にUSRが登場する。
『CoDMW』
マークスマンライフル枠として「SP-R 208」という名称で登場。使用弾薬として.300ウィンチェスター・マグナム弾、.300ノルマ・マグナム弾、.338ラプア・マグナム弾の3種類が使用可能。

『スペシャルフォース』
ゲーム内の名称が「TANGO-51」。ゲーム内通貨で購入可能。
『ゾンビU』
モデル770カービン銃として登場。
『荒野行動』
「ゴールデンクマ」という名称で登場。通常物資として落ちている。
Globalサーバーでは「M700」という名称で登場する。
『バトルフィールドシリーズ』
『BFV』
アメリカ海兵隊・グリーンベレーでM40を使用可能。
『Project Reality (BF2)』
アメリカ軍の狙撃兵の装備としてM24 SWS、アメリカ海兵隊の狙撃兵の装備としてM40A3が登場。
『BFBC2V』
M40が登場。
『BF3』
偵察兵の装備としてM40A5が登場。
『BF4』
偵察兵の武器としてM40A5が登場。
『BFH』

『メタルギアソリッドピースウォーカー』
木製のライフルストックと徹甲弾を装備して登場。M700（LIFE回復弾）という特殊なものも登場する。
『メビウスオンライン』
狙撃兵で使用可能な武器。
『レインボーシックス ベガス』
M40A1が登場する。